# Badminton Open Saarbrücken 2011
Die Bitburger Open 2011 (offiziell Bitburger Badminton Open 2011) im Badminton fanden vom 1. bis zum 6. November 2011 in Saarbrücken statt. Das Preisgeld betrug 120.000 US-Dollar.

## Austragungsort
- Saarlandhalle, Saarbrücken

## Sieger und Platzierte
| Disziplin    | Gold                          | Silber                              | Bronze                                     |
| ------------ | ----------------------------- | ----------------------------------- | ------------------------------------------ |
| Herreneinzel | Hans-Kristian Vittinghus      | Wang Zhengming                      | Eric Pang                                  |
| Herreneinzel | Hans-Kristian Vittinghus      | Wang Zhengming                      | Marc Zwiebler                              |
| Dameneinzel  | Li Xuerui                     | Yao Jie                             | Sayaka Sato                                |
| Dameneinzel  | Li Xuerui                     | Yao Jie                             | Juliane Schenk                             |
| Herrendoppel | Bodin Isara Maneepong Jongjit | Liu Xiaolong Qiu Zihan              | Chris Adcock Andrew Ellis                  |
| Herrendoppel | Bodin Isara Maneepong Jongjit | Liu Xiaolong Qiu Zihan              | Mathias Boe Carsten Mogensen               |
| Damendoppel  | Mizuki Fujii Reika Kakiiwa    | Emelie Lennartsson Emma Wengberg    | Line Damkjær Kruse Marie Røpke             |
| Damendoppel  | Mizuki Fujii Reika Kakiiwa    | Emelie Lennartsson Emma Wengberg    | Savitree Amitrapai Sapsiree Taerattanachai |
| Mixed        | Shin Baek-cheol Goh Liu Ying  | Thomas Laybourn Kamilla Rytter Juhl | He Hanbin Bao Yixin                        |
| Mixed        | Shin Baek-cheol Goh Liu Ying  | Thomas Laybourn Kamilla Rytter Juhl | Liu Xiaolong Cheng Shu                     |

## Finalergebnisse
| Disziplin    | Sieger                        | Finalist                            | Ergebnis            |
| ------------ | ----------------------------- | ----------------------------------- | ------------------- |
| Herreneinzel | Hans-Kristian Vittinghus      | Wang Zhengming                      | 21–18, 21–10        |
| Dameneinzel  | Li Xuerui                     | Yao Jie                             | 21–8, 21–9          |
| Herrendoppel | Bodin Isara Maneepong Jongjit | Liu Xiaolong Qiu Zihan              | 21–14, 21–16        |
| Damendoppel  | Mizuki Fujii Reika Kakiiwa    | Emelie Lennartsson Emma Wengberg    | 21–8, 21–11         |
| Mixed        | Chan Peng Soon Goh Liu Ying   | Thomas Laybourn Kamilla Rytter Juhl | 21–18, 14–21, 27–25 |

## Herreneinzel Qualifikation
- Richard Domke –  Sarkis Agopyan: 21-18 / 21-15
- Amaury Lejoint –  Eric Solagna: 21-16 / 21-17
- Florent Kersters –  Thomas Legleitner: 21-18 / 19-21 / 21-17
- Peter Lang –  Moritz Kaufmann: 16-21 / 21-15 / 22-20
- Kevin Joss –  Christian Böhmer: 21-17 / 21-15
- Mike Vallenthini –  Yann Hellers: 22-24 / 21-14 / 21-19
- Robert Georg –  Akis Leo Thomas: 21-12 / 21-17
- Nathan Vervaeke –  Jonas Benz-Baldas: 21-16 / 15-21 / 21-13

## Herreneinzel
- Dieter Domke –  Raphael Beck: 21-13 / 21-7
- Chong Wei Feng –  Ary Trisnanto: 21-19 / 21-13
- Dmytro Zavadsky –  Maxime Moreels: 21-12 / 21-14
- Stilian Makarski –  Lukas Nussbaumer: 21-14 / 21-17
- Eric Pang –  Scott Evans: 21-12 / 21-16
- Sebastian Schöttler –  Nathan Vervaeke: 21-17 / 21-10
- Joachim Persson –  Richard Domke: 21-18 / 21-23 / 21-16
- Marcel Reuter –  Mike Vallenthini: 21-4 / 21-13
- Wang Zhengming –  Blagovest Kisyov: 21-15 / 21-15
- Hannes Käsbauer –  Tan Chun Seang: 12-21 / 21-17 / 21-19
- Ville Lång –  Jarolím Vícen: 21-18 / 21-18
- Rajiv Ouseph –  Sebastien Bourbon: 21-18 / 21-10
- Tobias Wadenka –  Philipp Discher: 21-8 / 21-10
- Matthieu Lo Ying Ping –  Anthony Dumartheray: 21-11 / 21-15
- Carl Baxter –  Kevin Joss: 21-17 / 21-9
- Lukas Schmidt –  Kai Waldenberger: 21-14 / 21-12
- Yoga Pratama –  Peter Lang: 21-11 / 21-16
- Chan Kwong Beng –  Brice Leverdez: 19-21 / 21-10 / 21-15
- Arif Abdul Latif –  Sven Eric Kastens: 2-0 ret.
- Dicky Palyama –  Yuhan Tan: 21-16 / 23-25 / 21-16
- Nikolaj Persson –  Eetu Heino: 21-16 / 21-11
- Hans-Kristian Vittinghus –  Florent Kersters: 21-8 / 21-4
- Valeriy Atrashchenkov –  Sebastian Rduch: 21-18 / 21-17
- Kęstutis Navickas –  Amaury Lejoint: 21-16 / 21-15
- Andre Kurniawan Tedjono –  Edwin Ekiring: 21-9 / 21-12
- Takahiro Hiramatsu –  Michael Spencer-Smith: 21-11 / 21-13
- Petr Koukal –  Flemming Quach: 21-18 / 21-17
- Henri Hurskainen –  Fabian Hammes: 21-13 / 21-16
- Alexander Roovers –  Christoph Heiniger: 21-7 / 21-8
- Marc Zwiebler –  Chen Yuekun: 21-13 / 24-26 / 21-19
- Mattias Wigardt –  Chetan Anand: w.o.
- Chiang Jiann Shiarng –  Robert Georg: w.o.
- Dieter Domke –  Chong Wei Feng: 21-12 / 21-13
- Dmytro Zavadsky –  Stilian Makarski: 21-14 / 21-16
- Eric Pang –  Sebastian Schöttler: 21-11 / 21-12
- Joachim Persson –  Marcel Reuter: 22-20 / 21-15
- Wang Zhengming –  Hannes Käsbauer: 21-6 / 21-17
- Ville Lång –  Mattias Wigardt: 21-16 / 16-21 / 21-8
- Rajiv Ouseph –  Chiang Jiann Shiarng: 21-19 / 21-16
- Matthieu Lo Ying Ping –  Tobias Wadenka: 21-14 / 21-10
- Lukas Schmidt –  Carl Baxter: 21-18 / 16-21 / 21-17
- Chan Kwong Beng –  Yoga Pratama: 21-14 / 18-21 / 21-17
- Arif Abdul Latif –  Dicky Palyama: 21-11 / 21-19
- Hans-Kristian Vittinghus –  Nikolaj Persson: 21-19 / 21-9
- Valeriy Atrashchenkov –  Kęstutis Navickas: 14-21 / 21-12 / 25-23
- Andre Kurniawan Tedjono –  Takahiro Hiramatsu: 21-9 / 21-8
- Henri Hurskainen –  Petr Koukal: 21-5 / 25-23
- Marc Zwiebler –  Alexander Roovers: 21-12 / 21-18
- Dmytro Zavadsky –  Dieter Domke: 22-20 / 21-15
- Eric Pang –  Joachim Persson: 21-16 / 21-9
- Wang Zhengming –  Ville Lång: 21-14 / 17-21 / 21-18
- Rajiv Ouseph –  Matthieu Lo Ying Ping: 21-15 / 21-14
- Chan Kwong Beng –  Lukas Schmidt: 21-15 / 21-16
- Hans-Kristian Vittinghus –  Arif Abdul Latif: 16-21 / 21-19 / 21-9
- Andre Kurniawan Tedjono –  Valeriy Atrashchenkov: 21-15 / 21-19
- Marc Zwiebler –  Henri Hurskainen: 21-10 / 8-21 / 21-17
- Eric Pang –  Dmytro Zavadsky: 17-21 / 21-14 / 21-15
- Wang Zhengming –  Rajiv Ouseph: 21-13 / 21-16
- Hans-Kristian Vittinghus –  Chan Kwong Beng: 21-16 / 17-21 / 21-14
- Marc Zwiebler –  Andre Kurniawan Tedjono: 24-22 / 21-14
- Wang Zhengming –  Eric Pang: 21-18 / 21-8
- Hans-Kristian Vittinghus –  Marc Zwiebler: 17-21 / 21-17 / 21-16
- Hans-Kristian Vittinghus –  Wang Zhengming: 21-18 / 21-10

## Dameneinzel Qualifikation
- Sabine Devooght –  Marine Lemaire: 21-12 / 21-7
- Nathalie Ziesig –  Angela Castillo: 21-18 / 14-21 / 21-17
- Grace Gabriel –  Julie Delaune: 21-13 / 21-15
- Claudine Barnig –  Christina Kunzmann: 21-18 / 21-19
- Claudia Vogelgsang –  Mireille Van Daal: 21-7 / 19-21 / 21-8
- Sarina Kohlfürst –  Stefka Hargiono: 21-16 / 21-16
- Kira Kattenbeck –  Marie Demy: 21-13 / 22-20
- Kim Buss –  Hannah Pohl: 17-21 / 21-10 / 21-14
- Sabine Devooght –  Nathalie Ziesig: 21-14 / 21-12
- Grace Gabriel –  Claudine Barnig: 21-14 / 21-13
- Claudia Vogelgsang –  Sarina Kohlfürst: 21-13 / 21-9
- Kim Buss –  Kira Kattenbeck: 21-9 / 21-7

## Dameneinzel
- Juliane Schenk –  Judith Meulendijks: 21-18 / 19-21 / 21-9
- Karina Jørgensen –  Jeanine Cicognini: 21-17 / 21-13
- Petya Nedelcheva –  Carola Bott: 21-16 / 21-6
- Arundhati Pantawane –  Kim Buss: 21-12 / 21-13
- Li Xuerui –  Natalia Perminova: 21-19 / 21-8
- Claudia Vogelgsang –  Sabine Devooght: 21-13 / 21-17
- Eriko Hirose –  Elizabeth Cann: 21-19 / 21-9
- Chloe Magee –  Sashina Vignes Waran: 21-10 / 21-13
- Karin Schnaase –  Sabrina Jaquet: 21-12 / 21-12
- Yao Jie –  Grace Gabriel: 21-8 / 21-10
- Ragna Ingólfsdóttir –  Maja Tvrdy: 1-0 ret.
- Tine Baun –  Rajae Rochdy: 21-6 / 11-1 ret.
- Sapsiree Taerattanachai –  Simone Prutsch: 21-9 / 21-17
- Sayaka Sato –  Anu Nieminen: 21-8 / 21-13
- Linda Zechiri –  Nicola Cerfontyne: 21-16 / 21-11
- Agnese Allegrini –  Hadia Hosny: 21-13 / 21-8
- Juliane Schenk –  Karina Jørgensen: 21-16 / 21-19
- Petya Nedelcheva –  Arundhati Pantawane: 21-15 / 21-16
- Li Xuerui –  Claudia Vogelgsang: 21-9 / 21-16
- Eriko Hirose –  Chloe Magee: 21-13 / 21-17
- Yao Jie –  Karin Schnaase: 21-10 / 21-6
- Tine Baun –  Ragna Ingólfsdóttir: 26-24 / 21-11
- Sayaka Sato –  Sapsiree Taerattanachai: 12-21 / 21-19 / 21-16
- Linda Zechiri –  Agnese Allegrini: 21-23 / 21-17 / 21-10
- Juliane Schenk –  Petya Nedelcheva: 23-21 / 21-18
- Li Xuerui –  Eriko Hirose: 21-15 / 21-11
- Yao Jie –  Tine Baun: 21-14 / 21-16
- Sayaka Sato –  Linda Zechiri: 22-20 / 21-15
- Li Xuerui –  Juliane Schenk: 21-15 / 21-14
- Yao Jie –  Sayaka Sato: 18-21 / 21-13 / 21-18
- Li Xuerui –  Yao Jie: 21-8 / 21-9

## Herrendoppel
- Mathias Boe /  Carsten Mogensen –  Chris Langridge /  Anthony Clark: 21-11 / 21-19
- Andreas Heinz /  Max Schwenger –  Thomas Heiniger /  Florian Schmid: 21-19 / 22-20
- Adam Cwalina /  Michał Łogosz –  Christian Böhmer /  Kai Waldenberger: 21-14 / 21-6
- Kim Astrup /  Anders Skaarup Rasmussen –  Raphael Beck /  Peter Lang: 21-12 / 21-13
- Ingo Kindervater /  Johannes Schöttler –  Jorrit de Ruiter /  Dave Khodabux: 19-21 / 21-17 / 21-12
- Manuel Heumann /  Tobias Wadenka –  Alfons Bachhuber /  Daniel Knoll: 21-15 / 21-14
- Liu Xiaolong /  Qiu Zihan –  Fabian Holzer /  Hannes Käsbauer: 21-10 / 21-19
- Jürgen Koch /  Peter Zauner-  Till Felsner /  Julian Reuther: 21-13 / 21-3
- Mikkel Elbjørn /  Sam Magee –  Yann Hellers /  Eric Solagna: 21-10 / 21-7
- Michael Fuchs /  Oliver Roth –  Kevin Joss /  Lukas Nussbaumer: 21-7 / 21-8
- Denis Nyenhuis /  Alexander Roovers –  Akis Leo Thomas /  Mike Vallenthini: 21-12 / 21-13
- Chris Adcock /  Andrew Ellis –  Peter Käsbauer /  Josche Zurwonne: 21-15 / 21-18
- Jacco Arends /  Jelle Maas –  Marcus Ellis /  Peter Mills: 21-12 / 11-21 / 21-14
- Bodin Isara /  Maneepong Jongjit –  Ruud Bosch /  Koen Ridder: 21-17 / 21-17
- Thomas Legleitner /  Franklin Wahab –  Johannes Pistorius /  Fabian Roth: 21-15 / 23-21
- Mads Conrad-Petersen /  Jonas Rasmussen –  Jakob Bachhuber /  Christian Schäffer: 21-8 / 21-4
- Mathias Boe /  Carsten Mogensen –  Andreas Heinz /  Max Schwenger: 22-20 / 21-12
- Adam Cwalina /  Michał Łogosz –  Kim Astrup /  Anders Skaarup Rasmussen: 21-16 / 21-10
- Ingo Kindervater /  Johannes Schöttler –  Manuel Heumann /  Tobias Wadenka: 21-18 / 21-16
- Liu Xiaolong /  Qiu Zihan –  Jürgen Koch /  Peter Zauner: 21-16 / 21-15
- Michael Fuchs /  Oliver Roth –  Mikkel Elbjørn /  Sam Magee: 18-21 / 21-12 / 21-15
- Chris Adcock /  Andrew Ellis –  Denis Nyenhuis /  Alexander Roovers: 21-8 / 21-16
- Bodin Isara /  Maneepong Jongjit –  Jacco Arends /  Jelle Maas: 21-13 / 21-14
- Mads Conrad-Petersen /  Jonas Rasmussen –  Thomas Legleitner /  Franklin Wahab: 21-9 / 21-8
- Liu Xiaolong /  Qiu Zihan –  Ingo Kindervater /  Johannes Schöttler: 21-19 / 21-11
- Chris Adcock /  Andrew Ellis –  Michael Fuchs /  Oliver Roth: 21-18 / 16-21 / 21-15
- Bodin Isara /  Maneepong Jongjit –  Mads Conrad-Petersen /  Jonas Rasmussen: 21-16 / 21-16
- Mathias Boe /  Carsten Mogensen –  Adam Cwalina /  Michał Łogosz: w.o.
- Liu Xiaolong /  Qiu Zihan –  Mathias Boe /  Carsten Mogensen: 22-20 / 12-21 / 21-17
- Bodin Isara /  Maneepong Jongjit –  Chris Adcock /  Andrew Ellis: 21-19 / 21-18
- Bodin Isara /  Maneepong Jongjit –  Liu Xiaolong /  Qiu Zihan: 21-14 / 21-16

## Damendoppel
- Mariana Agathangelou /  Heather Olver –  Carola Bott /  Kim Buss: 21-12 / 21-9
- Chin Eei Hui /  Wong Pei Tty –  Alina Hammes /  Kira Kattenbeck: 21-9 / 21-16
- Savitree Amitrapai /  Sapsiree Taerattanachai –  Sarina Kohlfürst /  Nathalie Ziesig: 21-3 / 21-7
- Emelie Fabbeke /  Emma Wengberg –  Grace Gabriel /  Mireille Van Daal: 21-12 / 21-13
- Jenny Wallwork /  Gabrielle Adcock –  Viviane Charoloy /  Anna Jungmann: 21-18 / 21-2
- Eva Lee /  Paula Obanana –  Isabel Herttrich /  Inken Wienefeld: w.o.
- Mizuki Fujii /  Reika Kakiiwa –  Nathalie Burger /  Saskia Schüssler: 21-2 / 21-6
- Chin Eei Hui /  Wong Pei Tty –  Sandra Marinello /  Birgit Overzier: 21-17 / 8-21 / 21-7
- Savitree Amitrapai /  Sapsiree Taerattanachai –  Barbara Bellenberg /  Christina Kunzmann: 21-10 / 21-11
- Emelie Fabbeke /  Emma Wengberg –  Laura Choinet /  Audrey Mittelheisser: 21-17 / 21-14
- Jenny Wallwork /  Gabrielle Adcock –  Lotte Jonathans /  Paulien van Dooremalen: 21-19 / 21-14
- Line Damkjær Kruse /  Marie Røpke –  Carla Nelte /  Johanna Goliszewski: 21-14 / 19-21 / 21-17
- Mariana Agathangelou /  Heather Olver –  Cheng Shu /  Pan Pan: w.o.
- Cisita Joity Jansen /  Claudia Vogelgsang –  Eva Lee /  Paula Obanana: w.o.
- Mizuki Fujii /  Reika Kakiiwa –  Mariana Agathangelou /  Heather Olver: 21-12 / 21-13
- Savitree Amitrapai /  Sapsiree Taerattanachai –  Chin Eei Hui /  Wong Pei Tty: 21-17 / 16-21 / 22-20
- Emelie Fabbeke /  Emma Wengberg –  Jenny Wallwork /  Gabrielle Adcock: 21-12 / 16-21 / 21-18
- Line Damkjær Kruse /  Marie Røpke –  Cisita Joity Jansen /  Claudia Vogelgsang: 21-11 / 21-11
- Mizuki Fujii /  Reika Kakiiwa –  Savitree Amitrapai /  Sapsiree Taerattanachai: 21-9 / 21-16
- Emelie Fabbeke /  Emma Wengberg –  Line Damkjær Kruse /  Marie Røpke: 18-21 / 21-15 / 23-21
- Mizuki Fujii /  Reika Kakiiwa –  Emelie Fabbeke /  Emma Wengberg: 21-8 / 21-11

## Mixed
- Valeriy Atrashchenkov /  Anna Kobceva –  Fabian Holzer /  Cisita Joity Jansen: 21-17 / 21-19
- Ronan Labar /  Laura Choinet –  Denis Nyenhuis /  Kim Buss: 21-13 / 21-16
- Chan Peng Soon /  Goh Liu Ying –  Sebastien Bourbon /  Julie Delaune: 21-17 / 21-12
- Stilian Makarski /  Diana Dimova –  Jacco Arends /  Ilse Vaessen: 21-17 / 21-15
- Nathan Robertson /  Jenny Wallwork –  Johannes Schöttler /  Sandra Marinello: 14-21 / 21-17 / 21-18
- Anthony Dumartheray /  Sabrina Jaquet –  Josche Zurwonne /  Carla Nelte: 21-16 / 22-20
- Liu Xiaolong /  Cheng Shu –  Robert Mateusiak /  Nadieżda Zięba: 21-17 / 22-20
- Max Schwenger /  Isabel Herttrich –  Moritz Kaufmann /  Nathalie Ziesig: 21-12 / 21-7
- Marcus Ellis /  Heather Olver –  Manuel Heumann /  Barbara Bellenberg: 21-14 / 21-9
- Chris Adcock /  Imogen Bankier –  Johannes Pistorius /  Christina Kunzmann: 21-7 / 21-15
- Thomas Laybourn /  Kamilla Rytter Juhl –  Tobias Wadenka /  Claudia Vogelgsang: 17-21 / 21-9 / 21-9
- Maneepong Jongjit /  Savitree Amitrapai –  Raphael Beck /  Kira Kattenbeck: 21-9 / 21-12
- Mikkel Delbo Larsen /  Lena Grebak –  Nathan Vervaeke /  Angela Castillo: 21-11 / 21-14
- Robert Blair /  Gabrielle Adcock –  Peter Käsbauer /  Johanna Goliszewski: 21-19 / 19-21 / 22-20
- He Hanbin /  Bao Yixin –  Michael Fuchs /  Birgit Overzier: 21-15 / 13-21 / 21-19
- Sam Magee /  Chloe Magee –  Robert Georg /  Mona Reich: w.o.
- Ronan Labar /  Laura Choinet –  Valeriy Atrashchenkov /  Anna Kobceva: 21-19 / 16-21 / 21-18
- Chan Peng Soon /  Goh Liu Ying –  Stilian Makarski /  Diana Dimova: 21-17 / 21-19
- Nathan Robertson /  Jenny Wallwork –  Anthony Dumartheray /  Sabrina Jaquet: 22-20 / 21-16
- Liu Xiaolong /  Cheng Shu –  Max Schwenger /  Isabel Herttrich: 21-17 / 21-8
- Chris Adcock /  Imogen Bankier –  Marcus Ellis /  Heather Olver: 21-15 / 21-16
- Thomas Laybourn /  Kamilla Rytter Juhl –  Sam Magee /  Chloe Magee: 21-12 / 21-12
- Maneepong Jongjit /  Savitree Amitrapai –  Mikkel Delbo Larsen /  Lena Grebak: 21-18 / 20-22 / 21-17
- He Hanbin /  Bao Yixin –  Robert Blair /  Gabrielle Adcock: 18-21 / 21-15 / 21-19
- Chan Peng Soon /  Goh Liu Ying –  Ronan Labar /  Laura Choinet: 21-19 / 15-21 / 21-14
- Liu Xiaolong /  Cheng Shu –  Nathan Robertson /  Jenny Wallwork: 21-11 / 21-17
- Thomas Laybourn /  Kamilla Rytter Juhl –  Chris Adcock /  Imogen Bankier: 21-18 / 21-16
- He Hanbin /  Bao Yixin –  Maneepong Jongjit /  Savitree Amitrapai: 21-15 / 15-21 / 21-16
- Chan Peng Soon /  Goh Liu Ying –  Liu Xiaolong /  Cheng Shu: 21-17 / 21-13
- Thomas Laybourn /  Kamilla Rytter Juhl –  He Hanbin /  Bao Yixin: 21-17 / 21-10
- Chan Peng Soon /  Goh Liu Ying –  Thomas Laybourn /  Kamilla Rytter Juhl: 21-18 / 14-21 / 27-25